# USS San Diego (CL-53)
USS San Diego (CL-53) là một tàu tuần dương hạng nhẹ của Hải quân Hoa Kỳ thuộc lớp Atlanta. Nó là chiếc tàu chiến thứ hai của Hải quân Mỹ được đặt cái tên này, theo tên thành phố San Diego tại tiểu bang California. Được đưa ra phục vụ ngay sau khi Hoa Kỳ tham gia Chiến tranh Thế giới thứ hai, nó đã hoạt động tại Mặt trận Thái Bình Dương, và trở thành một trong những tàu chiến được tưởng thưởng nhiều nhất trong Thế Chiến II khi được trao tặng 18 Ngôi sao Chiến trận. Nó cũng là tàu chiến chủ lực đầu tiên của phe Đồng Minh tiến vào vịnh Tokyo sau khi Nhật Bản đầu hàng. Được cho xuất biên chế vào năm 1946, con tàu bị bán để tháo dỡ vào tháng 12 năm 1960.

## Thiết kế và chế tạo

### Thiết kế
Trên những chiếc lớp Atlanta, toàn bộ dàn pháo chính 5 in (127 mm) đều là những khẩu pháo đa dụng (DP: dual-purpose), có thể sử dụng chống lại cả mục tiêu trên không lẫn trên mặt, bắn được đầu đạn pháo công phá, đạn xuyên thép và đạn kíp nổ tiếp cận chống máy bay. Ngoài ra, lớp Atlanta cũng là lớp tàu tuần dương Mỹ duy nhất trong Thế chiến II được trang bị ống phóng ngư lôi.
Những chiếc trong lớp Atlanta có vỏ giáp yếu, khiến chúng trở thành những hạm tàu nổi chiến đấu kém so với tàu tuần dương hạng nhẹ tiêu biểu. Ở góc độ vũ khí, lớp Atlanta gần giống một tàu khu trục, khi được trang bị cỡ pháo 5 in (130 mm) thay vì 6 in (152 mm) trên một tàu tuần dương hạng nhẹ; nhưng với chiều dài trên 500 ft (150 m) kết hợp với dàn pháo chính đến 16 khẩu 5 in (127 mm) (giảm xuống còn 12 đối với những chiếc trễ hơn trong lớp), chúng được xem là những tàu tuần dương hạng nhẹ, trong khi tàu khu trục tiêu biểu vào thời đó chỉ mang năm hoặc sáu khẩu pháo 5 in (130 mm). Mặc dù có vỏ giáp yếu hơn so với tàu tuần dương hạng nhẹ, chúng vẫn có vỏ giáp dày hơn so với tàu khu trục, vốn được cho là được bảo vệ kém.
Lớp Atlanta được trang bị tám tháp pháo 5 in (130 mm) nòng đôi, bố trí trên một cấu hình độc đáo; gồm ba tháp pháo phía trước và ba tháp pháo phía sau ngay trên trục dọc và với chiều cao tăng dần theo kiểu bắn thượng tầng, cung cấp một dáng vẽ đối xứng với một khoảng trống trong cấu trúc thượng tầng; ngoài ra, phía sau còn có một tháp pháo mỗi bên mạn, lên tổng cộng 16 tháp pháo 5 inch. Góc bắn của các khẩu đội phía trước và phía sau giao nhau với một góc rất giới hạn, cho phép nó có một góc bắn 60° cho mọi tháp pháo bắn qua mạn, ngoài trừ các tháp pháo mạn. Vì chúng chỉ có thể xoay các khẩu pháo trong phạm vi góc bắn hẹp đó, khả năng đối đầu với các mục tiêu hạm nổi bị giới hạn. Dù sao, các góc bắn phù hợp lý tưởng để đối đầu máy bay, với tối thiểu sáu khẩu pháo sẵn sàng ở mọi góc độ.

### Chế tạo

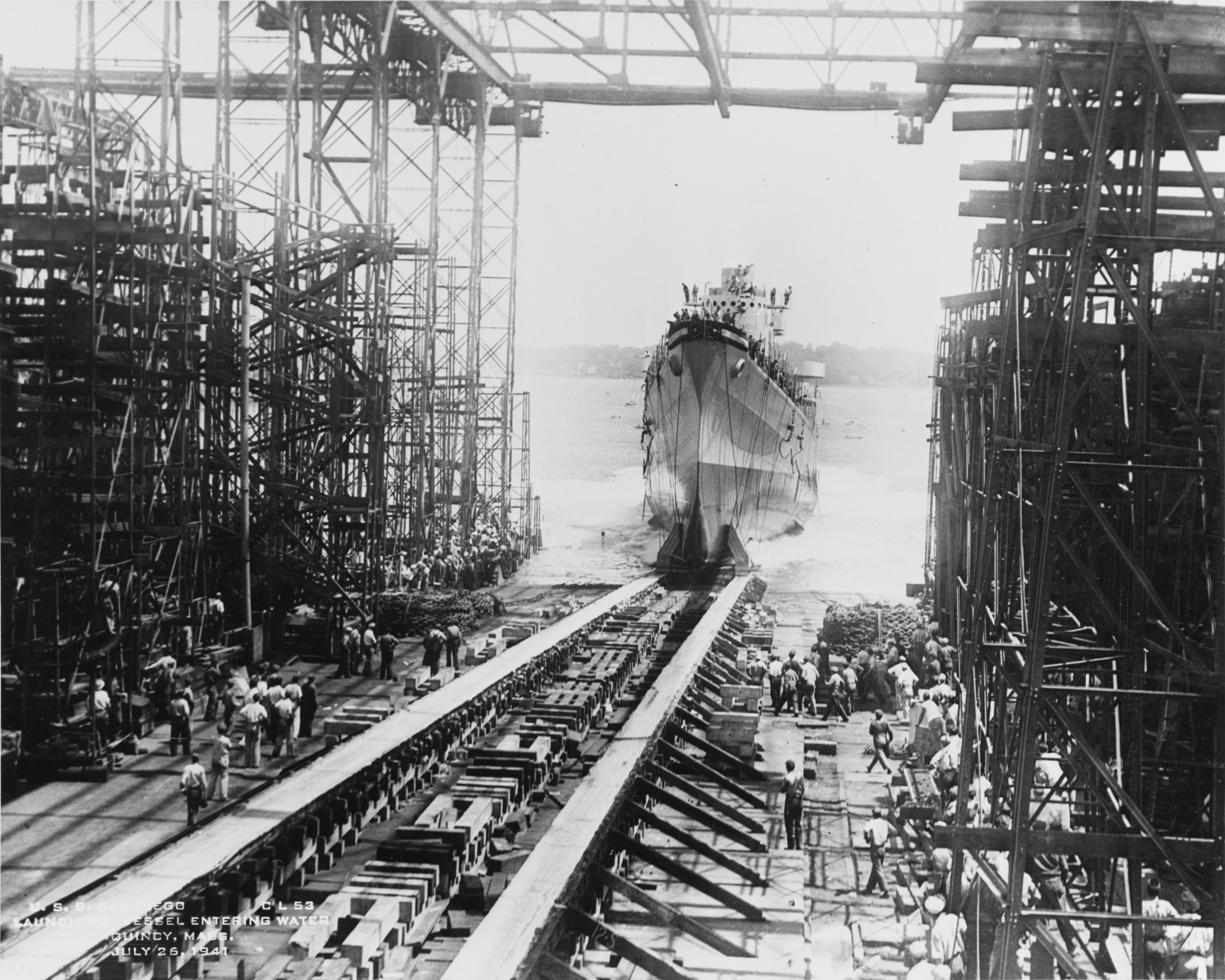
Lễ hạ thủy USS San Diego, ngày 26 tháng 7 năm 1941

San Diego được đặt lườn vào ngày 27 tháng 3 năm 1940 bởi hãng Bethlehem Steel ở Quincy, Massachusetts. Nó được hạ thủy vào ngày 26 tháng 7 năm 1941, được đỡ đầu bởi bà Grace Legler Benbough, phu nhân ngài Percy J. Benbough, thị trưởng thành phố San Diego vào lúc đó, và được cho nhập biên chế cùng hải quân vào ngày 10 tháng 1 năm 1942 dưới quyền chỉ huy của hạm trưởng, Đại tá Hải quân Benjamin F. Perry.

## Lịch sử hoạt động

### 1942-1943
Sau chuyến chạy thử máy huấn luyện tại vịnh Chesapeake, San Diego di chuyển ngang qua kênh đào Panama để chuyển sang khu vực bờ Tây, và đi đến thành phố nó mang tên vào ngày 16 tháng 5 năm 1942. Hộ tống cho chiếc tàu sân bay Saratoga với vận tốc nhanh nhất có thể, San Diego vẫn bị lỡ mất Trận Midway. Từ ngày 15 tháng 6, nó bắt đầu hộ tống cho tàu sân bay Hornet trong các chiến dịch tại khu vực Nam Thái Bình Dương. Vào đầu tháng 8, nó hỗ trợ cho cuộc tấn công chủ động đầu tiên của lực lượng Mỹ tại Thái Bình Dương trong cuộc chiến, cuộc chiếm đóng Guadalcanal thuộc quần đảo Solomon. Với những lực lượng không hải lực còn mạnh mẽ, Nhật Bản đối đầu một cách ác liệt đòn tấn công của Hoa Kỳ, gây ra những thiệt hại đáng kể; San Diego chứng kiến việc đánh chìm chiếc tàu sân bay Wasp vào ngày 15 tháng 9, rồi đến lượt Hornet vào ngày 26 tháng 10.
San Diego đã bảo vệ phòng không cho tàu sân bay Enterprise như một phần của Hải chiến Guadalcanal kéo dài ba ngày mang tính quyết định từ ngày 12 đến ngày 15 tháng 11 năm 1942. Sau nhiều tháng phục vụ tại vùng biển tuyến đầu nguy hiểm chung quanh quần đảo Slolomon, San Diego lên đường đi ngang qua Espiritu Santo, New Hebrides để đi đến Auckland New Zealand, nơi nó được bổ sung tiếp liệu.
Tại Noumea, Nouvelle-Calédonie, chiếc tàu tuần dương hạng nhẹ gia nhập cùng Saratoga, tàu sân bay Hoa Kỳ duy nhất còn hoạt động tại khu vực Năm Thái Bình Dương, cùng chiếc HMS Victorious của Hải quân Hoàng gia Anh để hỗ trợ cho cuộc chiếm đóng Munda, New Georgia và Bougainville. Trong các ngày 5 và 11 tháng 11 năm 1943, nó tham gia cùng Saratoga tàu sân bay hạng nhẹ Princeton trong cuộc ném bom Rabaul rất thành công. San Diego đã tham gia Chiến dịch Galvanic, cuộc đổ bộ chiếm đóng Tarawa thuộc quần đảo Gilbert. Sau đó, nó hộ tống cho tàu sân bay Lexington, vốn bị hư hại bởi ngư lôi, quay về Trân Châu Cảng để sửa chữa vào ngày 9 tháng 12. San Diego tiếp tục đi đến San Francisco để được bổ sung thiết bị radar tiên tiến, một trung tâm thông tin hành quân và các khẩu đội phòng không 40 mm thay thế cho các khẩu đội 1,1 inch (27 mm) đã lạc hậu.

### 1944
Nó gia nhập Lực lượng Đặc nhiệm tàu sân bay nhanh dưới quyền Phó Đô đốc Marc Mitscher tại Trân Châu Cảng vào tháng 1 năm 1944, và đã đóng một vai trò quan trọng trong lực lượng hùng hậu này trong suốt thời gian còn lại của chiến tranh. San Diego đã tham gia Chiến dịch Flintlock, cuộc chiếm đóng Majuro và Kwajalein, cùng chiến dịch Catchpole, cuộc đổ bộ lên Eniwetok thuộc quần đảo Marshall từ ngày 31 tháng 1 đến ngày 4 tháng 3. Trong giai đoạn này, Lực lượng Đặc nhiệm 58 tung ra một cuộc tấn công hủy diệt nhắm vào Truk, căn cứ hải quân chủ lực của Nhật Bản vốn thường được ví như "Gibraltar của Thái Bình Dương".
San Diego quay trở lại San Francisco để được tăng cường thêm cho hệ thống radar của nó, rồi lại gia nhập lực lượng tàu sân bay tại Majuro kịp lúc để tham gia cuộc không kích Wake và quần đảo Marcus vào tháng 6. Nó nằm trong thành phần hộ tống cho lực lượng tàu sân bay trong cuộc chiếm đóng Saipan, tham gia cuộc tấn công quần đảo Bonin, và chia sẻ chiến thắng trong Trận chiến biển Philippine ngày 19-20 tháng 6. Sau một chặng dừng ngắn để tiếp liệu tại Eniwetok, San Diego và các tàu sân bay trong nhóm hỗ trợ cho cuộc đổ bộ lên Guam và Tinian, đánh phá Palau, và tiến hành cuộc không kích bằng tàu sân bay đầu tiên xuống Philippines. Trong các ngày 6 và 8 tháng 8, nó trực chiến phòng không trong khi các tàu sân bay hỗ trợ gần mặt đất cho việc đổ bộ lực lượng Thủy quân Lục chiến lên Peleliu, quần đảo Palau.
Ngày 21 tháng 9, lực lượng đặc nhiệm tấn công khu vực vịnh Manila. Sau khi được tiếp liệu tại Saipan và Ulithi, nó lên đường cùng với Lực lượng Đặc nhiệm 38 trong cuộc không kích đầu tiên xuống Okinawa. Từ ngày 12 đến ngày 15 tháng 10, các tàu sân bay tấn công các sân bay trên đảo Đài Loan trong khi hỏa lực phòng không của San Diego bắn rơi hai trong số chín máy bay đối phương tấn công tại khu vực nó đảm trách, và đánh đuổi số còn lại; tuy nhiên, một ít đã lọt qua được và gây hư hại cho Houston và Canberra. San Diego đã giúp hộ tống hai chiếc tàu tuần dương bị hư hại ra khỏi vùng nguy hiểm quay trở về Ulithi. Sau khi gia nhập trở lại lực lượng tàu sân bay nhanh, nó né tránh được một cơn bão vào các ngày 17-18 tháng 12, cho dù con tàu bị sóng đánh chòng chành nặng.

### 1945
Vào tháng 1 năm 1945, Lực lượng Đặc nhiệm 38 tiến vào Biển Đông cho các đợt không kích xuống Đài Loan, Luzon, Đông Dương và miền Nam Trung Quốc; lực lượng cũng đã tấn công Okinawa trước khi quay trở về Ulithi để tiếp liệu. Sau đó San Diego tham gia vào chiến dịch của các tàu sân bay không kích xuống các hòn đảo nhà Nhật Bản, cuộc không kích đầu tiên xuống chính quốc kể từ cuộc Không kích Doolittle vào năm 1942. Lực lượng đặc nhiệm tàu sân bay nhanh kết thúc tháng 2 bằng đợt không kích xuống Iwo Jima.
Ngày 1 tháng 3, San Diego cùng các tàu tuần dương khác được cho tách khỏi lực lượng đặc nhiệm tàu sân bay để bắn phá đảo Okino Daijo nhằm hỗ trợ cho cuộc đổ bộ lên Okinawa. Sau một lượt ghé lại Ulithi, nó gia nhập cùng các tàu sân bay cho một đợt không kích Kyūshū, bắn rơi hay đánh đuổi máy bay đối phương liều lĩnh tấn công các tàu sân bay. Trong đêm 27-28 tháng 3, San Diego tham gia cuộc bắn phá Minami Daito Jima; vào ngày 11 tháng 4 và một lần nữa vào ngày 16 tháng 4, các khẩu pháo của nó bắn rơi hai máy bay đối phương. Nó giúp bảo vệ bằng hỏa lực phòng không cho các con tàu bị hư hại bởi các cuộc tấn công tự sát kamikaze, hộ tống chúng đi đến vùng an toàn. Sau một chặng dừng tại Ulithi, nó tiếp tục nằm trong thành phần lực lượng đặc nhiệm tàu sân bay hỗ trợ cho cuộc chiếm đóng Okinawa, cho đến khi đi vào ụ tàu tại Guiuan, đảo Samar, Philippines để sửa chữa và bảo trì.

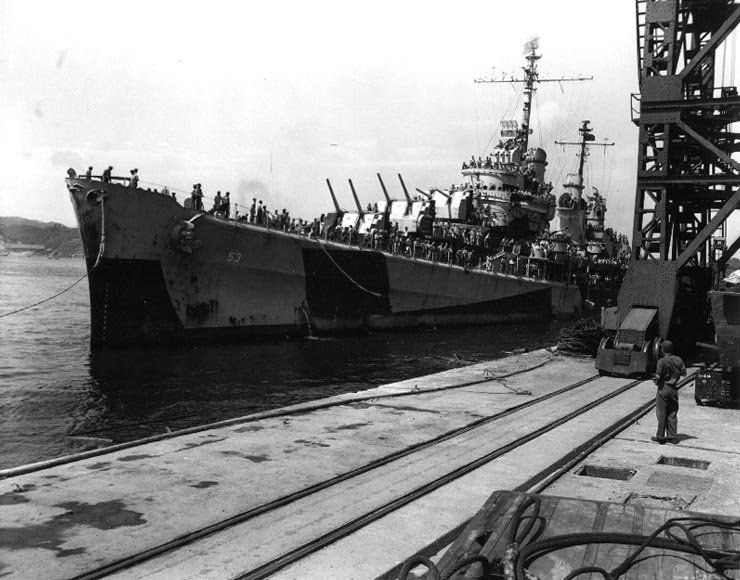
San Diego đi đến Căn cứ Hải quân Yokosuka, 30 tháng 8 năm 1945

San Diego phục vụ một lần nữa cùng với lực lượng tàu sân bay nhanh ngoài khơi bờ biển Nhật Bản từ ngày 10 tháng 7 cho đến khi chấm dứt xung đột. Vào ngày 27 tháng 8, nó là chiếc tàu chiến chủ lực Đồng Minh đầu tiên tiến vào vịnh Tokyo kể từ khi chiến tranh bắt đầu, và đã giúp vào việc chiếm đóng Căn cứ Hải quân Yokosuka và tiếp nhận sự đầu hàng của Nagato, chiếc thiết giáp hạm cuối cùng của Hải quân Đế quốc Nhật Bản. Sau khi di chuyển trên 300.000 mi (480.000 km) suốt Thái Bình Dương, nó quay trở về San Francisco vào ngày 14 tháng 9 năm 1945. San Diego còn tiếp tục phục vụ trong Chiến dịch Magic Carpet để hồi hương binh lính Hoa Kỳ ở nước ngoài.

### Số phận
San Diego được cho ngừng hoạt động và đưa về Hạm đội Dự bị Thái Bình Dương vào ngày 4 tháng 11 năm 1946, neo đậu tại Bremerton, Washington. Nó được xếp lại lớp với ký hiệu CLAA-53 vào ngày 18 tháng 3 năm 1949. Mười năm sau, tên của nó được rút khỏi danh sách Đăng bạ Hải quân vào ngày 1 tháng 3 năm 1959, và nó được bán cho hãng Todd Shipyards, tại Seattle, Washington vào tháng 12 năm 1960 để tháo dỡ.

## Phần thưởng
San Diego là một trong những tàu chiến Hoa Kỳ được tặng thưởng nhiều nhất trong Thế Chiến II, với tổng cộng 18 Ngôi sao Chiến trận.
|  |                                         |  |
|  | Silver star · Silver star · Silver star |  |
|  |                                         |  |

| Dãi băng Hoạt động Tác chiến            |                                                                          |                                                |
| Huân chương Chiến dịch Hoa Kỳ           | Huân chương Chiến dịch Châu Á-Thái Bình Dương với 15 Ngôi sao Chiến trận | Huân chương Chiến thắng Thế Chiến II           |
| Huân chương Phục vụ Chiếm đóng Hải quân | Đơn vị Tuyên dương Tổng thống Philippine                                 | Huân chương Giải phóng Philippine (Philippine) |